# Вегера, Николай Леонтьевич
Николай Леонтьевич Вегера (1912—2005) — конструктор и учёный в области дизелестроения, профессор, лауреат Сталинской премии (1949).

## Биография
Родился в 1912 г. в Киеве. Окончил там же автодорожный техникум (1932), до 1934 г. работал в НИИ авиадвигателей тяжелого топлива Гражданского воздушного флота в должности старшего технического конструктора.
В 1938 году окончил вечернее отделение факультета «Авиадвигатели» Киевского авиационного института, совмещая учёбу с работой на Моторном заводе № 225. В мае 1941 года в должности старшего инженера-конструктора переведён в конструкторский отдел строящегося авиазавода в Харькове. После начала войны вместе с заводом эвакуировался в Сталинград, а затем в Барнаул.
Участвовал в строительстве завода № 77 (впоследствии «Трансмаш»), предназначенного для производства танковых двигателей В2-34. Работал там же: начальник бюро в отделе главного конструктора (1942—1952), зам. главного конструктора (1952—1957), в 1957—1973 — гл. конструктор завода.
С 1973 г. в Алтайском политехническом институте: ст. преподаватель, с 1974 г. доцент, позже — профессор кафедры двигателей внутреннего сгорания.
Автор более 100 научных работ по конструкции и эксплуатации дизелей, имеет авторские свидетельства на изобретения.
Лауреат Сталинской премии 1949 года — за создание семейства дизельмоторов. Награждён орденами Красной Звезды, «Знак Почёта», малой золотой медалью ВДНХ.

## Сочинения
- Дизели типа Д6 [Текст] : Устройство, монтаж и эксплуатация / И. А. Шумило, Н. Л. Вегера, В. М. Волков. — Москва ; Свердловск : Машгиз. [Урало-Сиб. отд-ние], 1961. — 292 с. : ил.; 22 см.
- Двигатель 1Д6 [Текст] : Руководство по эксплоатации / М-во трансп. машиностроения СССР. — Москва : тип. Минтрансмаша, 1950. — 69 с. : ил.; 21 см. Авторы: инж. лауреат Сталинской премии Е. И. Артемьев, инж. Л. М. Сойфер, лауреат Сталинской премии инж. Н. Л. Вегера